# Verbascum amaliense
Verbascum amaliense är en flenörtsväxtart som beskrevs av Karl Heinz Rechinger. Verbascum amaliense ingår i släktet kungsljus, och familjen flenörtsväxter. Inga underarter finns listade i Catalogue of Life.